# ヒーローズアカデミー
ヒーローズアカデミー（HERO'S Academy）は、静岡県浜松市にあるタレント養成スクール、カルチャースクールである。

## 概要
2003年に開校。静岡県浜松市のザザシティ浜松において、タレント養成スクール（タレント・俳優・モデル・歌手など）、カルチャースクール（歌・ダンス・演技など）の運営の他、スクール生や所属タレントのマネジメント業務なども行っている。
スクール生・タレントへの全力サポート及び信頼関係構築、地域貢献・地域密着、人的ネットワークの重視などを運営の理念としている。
スクール生の成果発表の場として、演劇・殺陣・ファッションショー・ダンスパフォーマンス・音楽ライブなどの発表会を毎年開催。また浜松餃子まつりへの参加や、地元飲食店での味覚体験会などの、地域に密着した活動を行っている。
2018年には社長・山本泰子が映画「明日にかける橋 1989年の思い出」の製作実行委員長を務めた。同映画はジャパン・フィルム・フェイスティバル・ロサンゼルスで特別賞を受賞した。

## 沿革
- 2003年、開校[1]。
- 2008年、ご当地アイドルグループ「H&A.」を結成[3]。
- 2014年、八洲学園大学国際高等学校と提携し、ヒーローズアカデミー国際高等部を開校[14][15]。→閉校済（時期不詳、ホームページは2018年にはリンク切れ[16]）。
- 2020年、元グレートチキンパワーズの北原雅樹[17]、元アイドリングの河村唯が講師に就任[18]。

## 主な所属タレント
- H&A. - スクール生で構成されるアイドルグループ[2]。2008年に結成し、2013年より浜松市任命の「わが街・浜松宣伝部長」[10]。2019年には「日本ご当地アイドル活性協会」が発表した「歴代ご当地アイドル活動歴ランキング」で18位（活動11年目）にランクインした[3]。
- りとるめろん - H&A.ジュニアユニット[2]。2018年に結成[19]。
- 谷本尚穂 - ソロアイドル[20]。
- 過去には、MAI with AN8、ミラクル、ぷりんせす♪りぼん、といったスクール生で構成されるアイドルユニットも存在した[21]。

## 主なスクール卒業生
- 深川麻衣 - 俳優、元乃木坂46メンバー[22][23][24]。
- 小野田紗栞 - つばきファクトリーメンバー[17][25]。
- 兼次要那 - 俳優[17]。
- 鈴田修也 - 俳優[17]。
- 増田奈桜 - モデル[26]。
- 茉弥 - モデル[27]。